# Glenluce Abbey
Glenluce Abbey is (de ruïne van) een cisterciënzer abdij uit de twaalfde eeuw, gelegen ruim drie kilometer ten noordwesten van Glenluce in de Schotse regio Dumfries and Galloway. Met de reformatie in 1560 begon het einde van de abdij. In het begin van de zeventiende eeuw was Glenluce een tijdelijk Lordship. Het best bewaard zijn de zestiende-eeuwse kapittelzaal en de gevel van het zuidelijke transept.

## Geschiedenis
Glenluce Abbey werd in 1190 of 1192 gesticht door Roland, Heer van Galloway. Het moederhuis was hoogstwaarschijnlijk Dundrennan Abbey; het alternatief zou Melrose Abbey zijn. Doordat de archieven van Glenluce Abbey verloren zijn gegaan, is er weinig bekend over de geschiedenis van de abdij.
In 1234 stierf Alan, de zoon van Roland, die zijn vader was opgevolgd als Heer van Galloway. De opvolging om het Heerschap was niet duidelijk. In het jaar erop rebelleerden de Heren van Galloway tegen Alexander II van Schotland, die de opstand neersloeg en clementie toonde. Dit weerhield zijn troepen er niet van om de regio te plunderen. Ook Glenluce Abbey werd hierbij niet ontzien. In hetzelfde jaar besloot het kapittel van Glenluce Abbey hun abt af te zetten wegens vermeende betrokkenheid bij de opstand.
In 1323 bevestigde Robert the Bruce dat de landerijen van Glenluce Abbey een vrije baronie vormden. Een eeuw later gaf Margaret, gravin van Galloway het de status van burgh.
In de vroege zestiende eeuw was de post van abt een lucratieve bezigheid. Toen in 1514 de abt van Glenluce Abbey stierf in de Slag van Flodden waren er dan ook drie kandidaten. De kandidaten waren naar voren geschoven door de paus, door regent Albany en door de abdij. De kandidaat van regent Albany was Walter Mallin, bisschop van Lismore, die uiteindelijk de nieuwe abt werd. Hij verhoogde de standaard van de abdij op vele vlakken, zoals onderwijs en discipline. Hij wist ook de corruptie aan banden te leggen.
Er is vrijwel niets bekend over het aantal monniken dat verbleef in Glenluce Abbey. Gezien de regels van de Cisterciënzers dat er minimaal twaalf monniken nodig zijn om een nieuwe abdij te stichten, zal dat het minimale aantal zijn geweest in 1192. Toen in 1560 de reformatie plaatsvond, telde de abdij vijftien monniken. De abt in 1560 was Thomas Hay. In 1572 leefden er nog vijf monniken met hun abt in de abdij. Ondertussen waren alle landerijen overgegaan in de handen van de graaf van Cassillis. De landerijen van The Park ten oosten van de abdij waren aan de abt geschonken. Zijn zoon, die ook Thomas heette, bouwde daar in 1590 Castle of Park, waarbij de abdij als steengroeve werd gebruikt. Tussen 1602 (de laatste monnik was overleden) en 1619 werd de abdij een tijdelijk Heerschap voor de administrateur Gordon van Lochinvar. In 1933 kwam Glenluce Abbey in staatsbeheer.

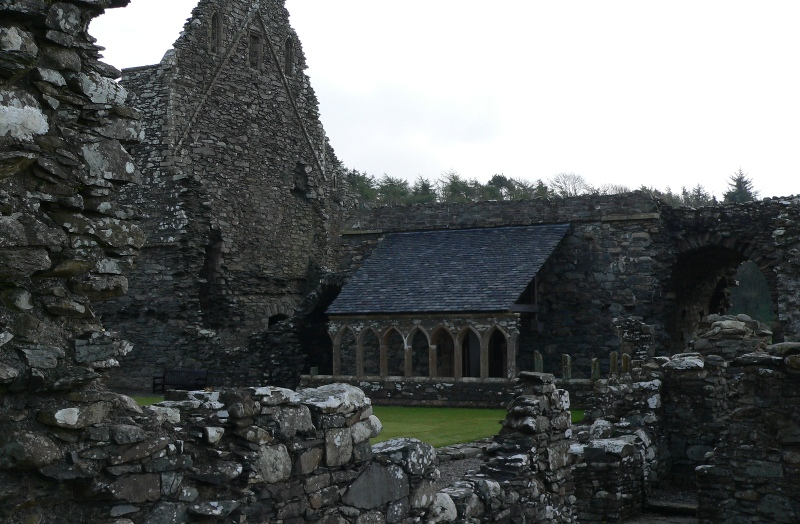
De arcade van de oostelijke vleugel uitkijkend op het pandhof.

## Bouw
Glenluce Abbey is gelegen in een vallei waardoor de rivier Water of Luce stroomt. Aan de noordzijde van het kloosterterrein lag de abdijkerk, een kruiskerk, met het koor aan de oostzijde. Het schip had zes kapellen. De klokkentoren bevond zich boven de kruising. Het zuidelijke transept dat aansloot op het koor had twee kapellen en had toegangen tot de sacristie en het dormitorium op de eerste verdieping van de oostelijke vleugel. Op de begane grond van de oostelijke vleugel bevond zich de kapittelzaal. In de zuidelijke vleugel bevonden zich het refectorium, de brouwerij en de keukens, totdat de vleugel in de zestiende eeuw werd omgebouwd tot residentie van de abt en later de administrateur (commendator). Dit lot trof ook de westelijke vleugel, waar oorspronkelijk op de eerste verdieping de slaapruimtes voor de lekenbroeders waren en op de begane grond opslagruimtes.
Ten oosten van de oostvleugel was de begraafplaats van de broeders. Het hospitaal van de broeders, de werkplaatsen, stallen en andere bijgebouwen bevonden zich op het zuidoostelijke deel van het kloosterterrein.
De gevel van het zuidelijke transept is het meest substantiële deel dat is overgebleven van de abdijkerk. De huidige kapittelzaal werd rond 1515 gebouwd, wellicht ten tijde van abt Walter. De zaal is rijkelijk gedecoreerd met steenwerk. In de twintigste eeuw werden de ruiten hersteld, evenals de originele vloer.
Bijzonder op het terrein zijn de kleien pijpleidingen van de watervoorziening.

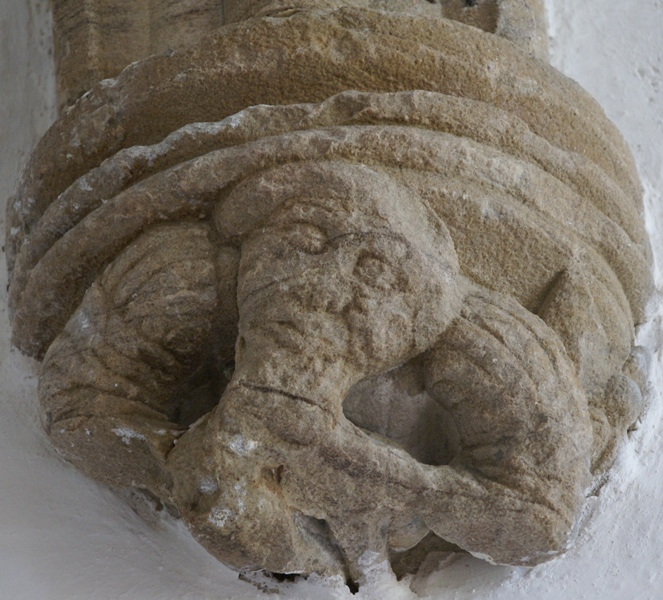
Glenluce Abbey:detail in de kapittelzaal

## Beheer
Glenluce Abbey wordt sinds 1933 beheerd door Historic Scotland. In het bijbehorende museum wordt het abdijleven geïllustreerd aan de hand van vondsten van Glenluce Abbey.